# 赫伊卡达勒
赫伊卡达勒是冰岛的一个山谷。它位于冰岛南部区，勒伊加湖以北。
在赫伊卡达勒，有一些冰岛最著名的间歇泉。赫伊卡达勒最大的间歇泉是斯特罗柯间歇泉和盖锡尔间歇泉，间歇泉（geyser）这个词就源于盖锡尔。斯特罗柯间歇泉非常可靠，每5到10分钟爆发一次，而较大的盖锡尔现在很少喷发。附近另外还有40多个较小的温泉、泥泉和火山噴氣孔。
赫伊卡达勒地热区自1294年首次见于文字记载，当时的一场地震激活了当地的温泉。众所周知，最近，地震还激活了当地的间歇泉，包括2000年7月17日和21日发生的地震。由于这些间歇泉，自18世纪以来，这个山谷一直是一个受欢迎的旅游景点。

## 附近的景点
居德瀑布位于其北侧（冰岛高地方向）约10公里，经过 Kjölur 高地公路的起点。赫伊卡达勒与居德瀑布和辛格韦德利国家公园一起，都属于黄金圈的一部分。

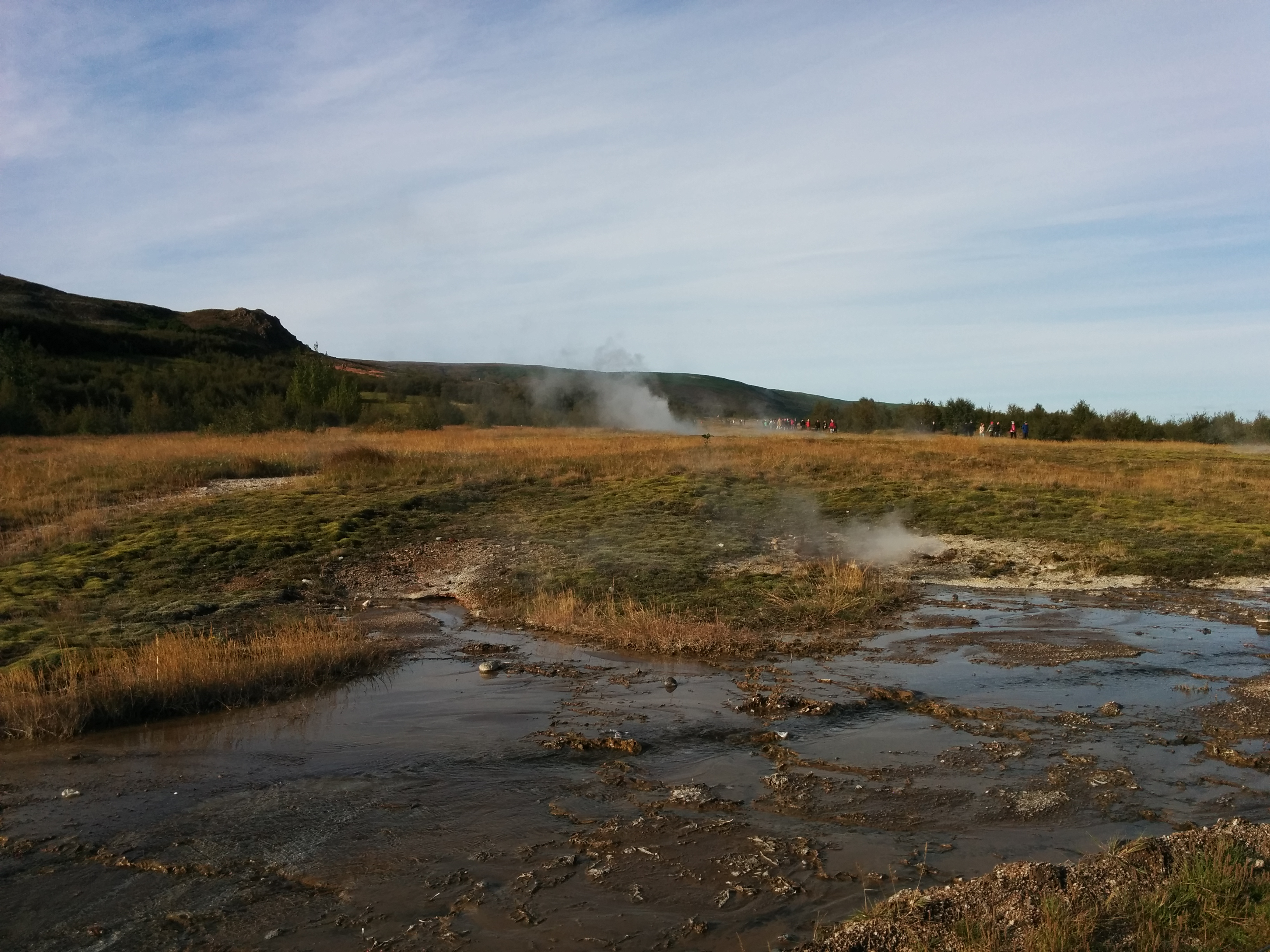
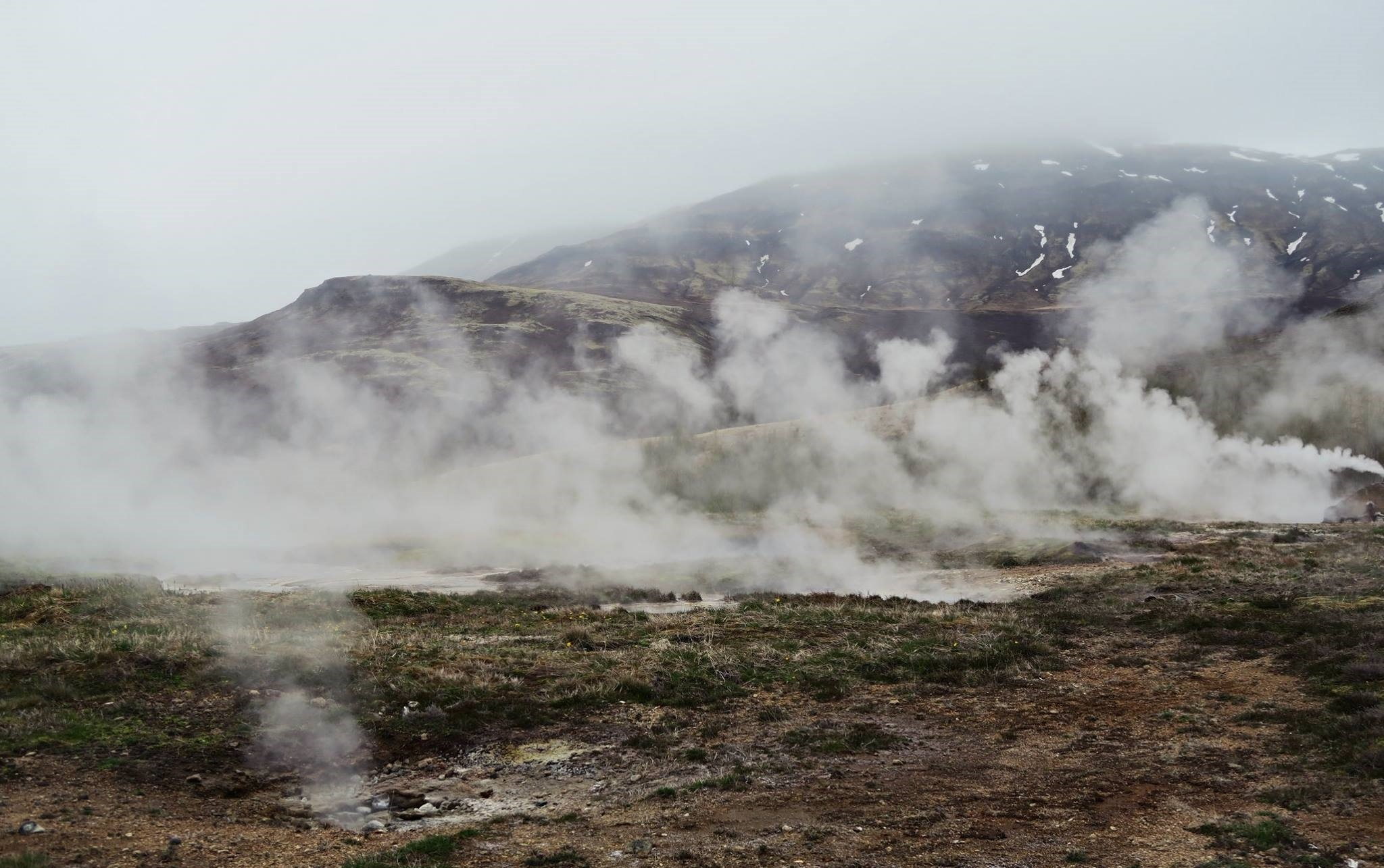
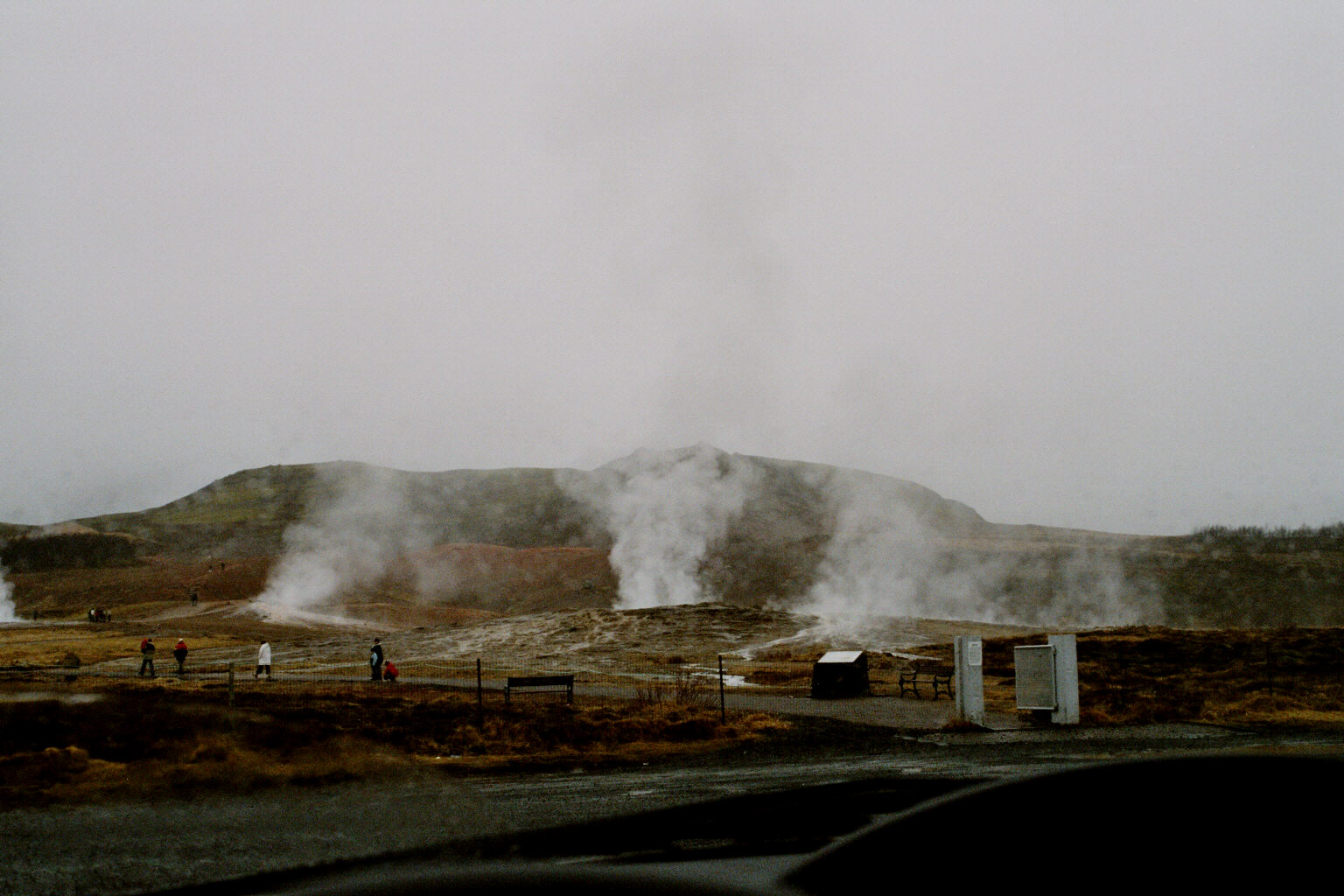
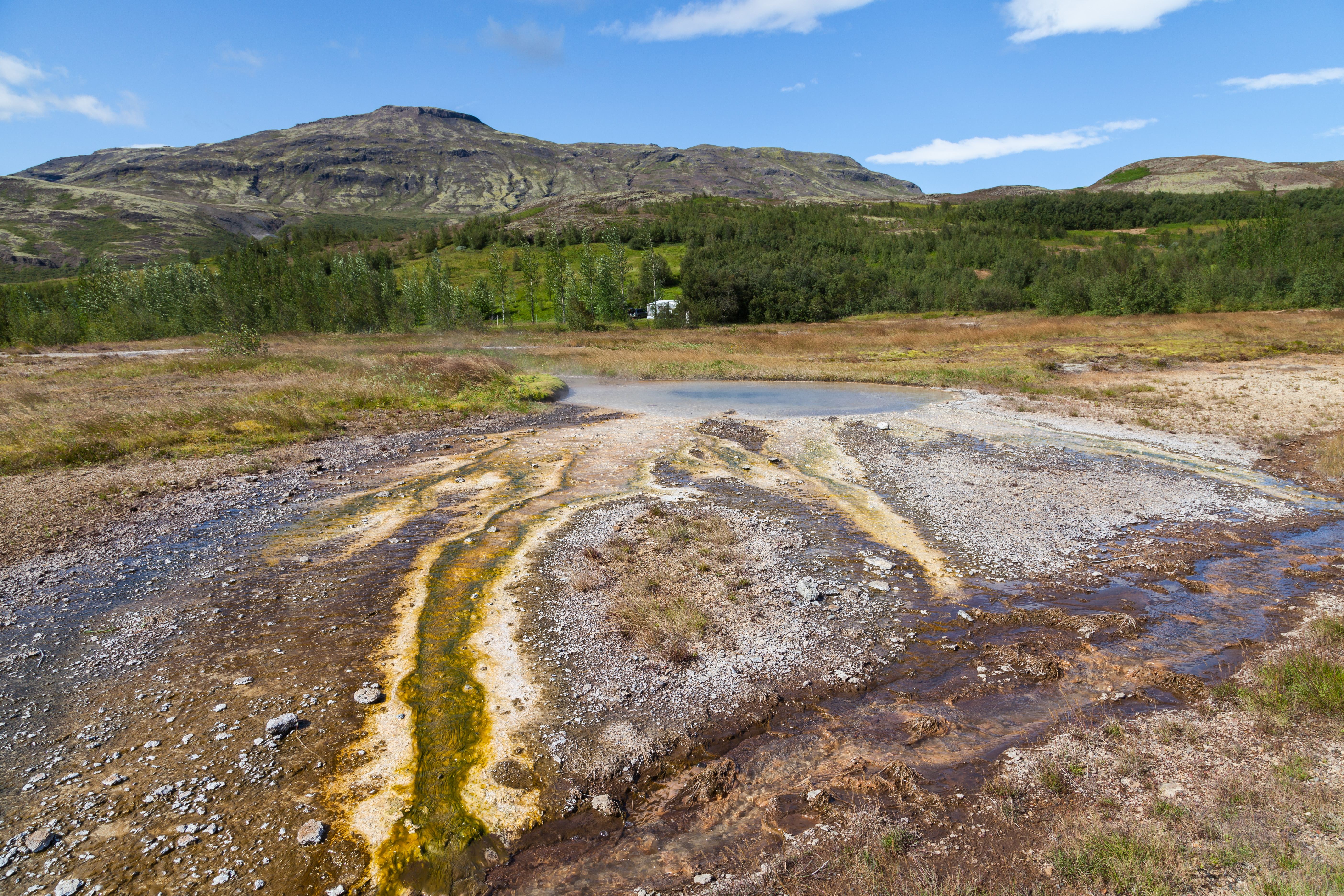
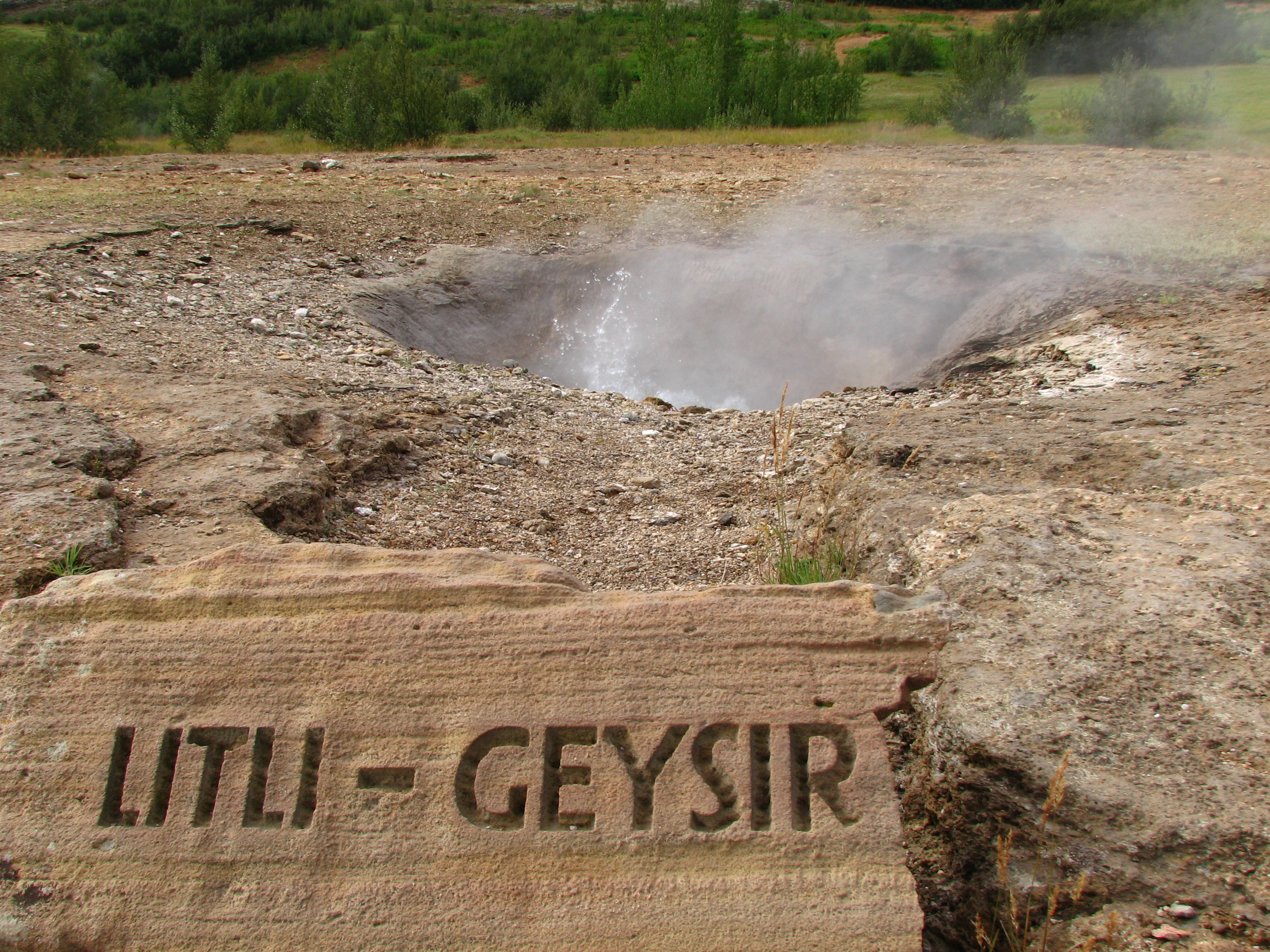